# Martín Posse
Martín Andrés Posse , (San Justo, Argentina, 20 de agosto de 1975) más conocido como Martín Posse o simplemente Posse  es un exfutbolista y entrenador argentino nacionalizado español. Jugaba como mediapunta y desarrolló la mayor parte de su carrera profesional entre el Vélez Sársfield y el RCD Espanyol. Actualmente es entrenador de Kunisports en la Kings League Infojobs y acompaña como asistente técnico a Patricio Camps, de paso más reciente por Independiente Santa Fe de la primera categoría A de Colombia.

## Trayectoria

### Como jugador
Inició su carrera profesional en el Club Atlético Vélez Sársfield de Buenos Aires. Debutó en un partido vs Lanús jugado en el estadio de Independiente el 8 de mayo de 1993 por la fecha 14 del Clausura 1993(1 a 1), con 17 años,torneo que ganaría la institución de Liniers luego de 25 años sin títulos,  debutó en la Primera División de Argentina. Su paso por el club fortinero coincidió con la etapa dorada en la historia del club, que consiguió cuatro campeonatos de liga, una Copa Interamericana, una Supercopa Sudamericana, una Recopa Sudamericana, una Copa Libertadores y la Copa Intercontinental. 
En el invierno de 1998 Marcelo Bielsa, que había sido su técnico en Vélez entre 1997 y 1998, le reclamó para su nuevo proyecto en el RCD Espanyol de la Primera División de España. Posse llegó a Barcelona en calidad de cedido por el club de Buenos Aires.
En el club periquito jugó con regularidad durante cinco temporadas, aunque prácticamente siempre como jugador de refresco en las segunda partes. En este período su mayor logro fue la conquista de una Copa del Rey en el año 2000. 
La temporada 2001/02 y tras unas arduas negociaciones con Vélez, el Espanyol se hizo definitivamente con los derechos del jugador. Ese mismo año Posse obtuvo el pasaporte español.
Con la llegada de Javier Clemente al banquillo, durante la temporada 2002/03, Posse fue perdiendo peso en el equipo y el verano de 2003 el técnico vasco le incluyó en su lista de descartes. Tras la negativa del jugador a ser traspasado al Pachuca mexicano, como pretendía el Espanyol, finalmente fue cedido al CD Tenerife, de la Segunda División, para la temporada 2003/04.
Luego regresó al RCD Espanyol, donde permaneció dos temporadas más, aunque con una presencia testimonial. En esta segunda etapa logró un nuevo título de Copa en 2006. Tras finalizar su contrato con el club blanquiazul, la temporada 2005/06, se tomó un año sabático.
La temporada 2007/08 decidió enrolarse en la Unió Esportiva MiApuesta Castelldefels, para jugar en Segunda División B. Sin embargo, pocas semanas después, dejó el club tras discrepar de su técnico, poniendo fin a su carrera deportiva.

### Como entrenador
En la campaña 2008/09 debutó en los banquillos como asistente de Lluís Planagumà, técnico del Juvenil B del RCD Espanyol.
En la temporada 2010/11, se estrena como primer entrenador dirigiendo al equipo juvenil del RCD Espanyol.
CE L'Hospitalet
En julio de 2013, firma como nuevo técnico del Centre d'Esports L'Hospitalet. Sin embargo, el 13 de octubre de 2013, dimitió como técnico del Hospitalet debido a los malos resultados del equipo, situado en zona de descenso a Tercera División.
Pobla de Mafumet
En junio de 2014, el Club de Futbol Pobla de Mafumet anuncia su contratación como nuevo técnico. Logró ascender al conjunto tarraconense a la Segunda División B por primera vez en su historia, pero no pudo mantenerlo en la categoría de bronce.
UE Olot
En junio de 2017, firma como nuevo técnico de la Unió Esportiva Olot.
Kunisports
En diciembre de 2022, firma como nuevo técnico del equipo Kunisports, equipo presidido por Kun Agüero participante de la Kings League.

## Selección nacional
Posse disputó tres encuentros con la selección Argentina. Con la albiceleste participó en la Copa América 1997.

## Clubes

### Como jugador
| Club              | País      | Año       |
| ----------------- | --------- | --------- |
| Vélez Sarsfield   | Argentina | 1993-1998 |
| R. C. D. Espanyol | España    | 1998-2003 |
| CD Tenerife       | España    | 2003-2004 |
| R. C. D. Espanyol | España    | 2004-2006 |

### Como asistente
| Club                            | País     | Año       | Asistente de    |
| ------------------------------- | -------- | --------- | --------------- |
| R. C. D. Espanyol (juvenil "B") | España   | 2008-2009 | Lluís Planagumà |
| Santa Fe                        | Colombia | 2019      | Patricio Camps  |

### Como entrenador
| Club                            | País   | Año       |
| ------------------------------- | ------ | --------- |
| R. C. D. Espanyol (juvenil "A") | España | 2010-2013 |
| Hospitalet                      | España | 2013      |
| La Pobla de Mafumet             | España | 2014-2017 |
| Olot                            | España | 2017-2018 |
| Kunisports                      | España | 2022-Act. |

## Palmarés

### Campeonatos nacionales
| Título           | Club              | País      | Año    |
| ---------------- | ----------------- | --------- | ------ |
| Primera División | Vélez Sarsfield   | Argentina | C-1993 |
| Primera División | Vélez Sarsfield   | Argentina | A-1995 |
| Primera División | Vélez Sarsfield   | Argentina | C-1996 |
| Primera División | Vélez Sarsfield   | Argentina | C-1998 |
| Copa del Rey     | R. C. D. Espanyol | España    | 2000   |
| Copa del Rey     | R. C. D. Espanyol | España    | 2006   |

#### Copas internacionales
| Título                 | Club            | Sede         | Año  |
| ---------------------- | --------------- | ------------ | ---- |
| Copa Libertadores      | Vélez Sarsfield | Sâo Paulo    | 1994 |
| Copa Intercontinental  | Vélez Sarsfield | Tokio        | 1994 |
| Copa Interamericana    | Vélez Sarsfield | Buenos Aires | 1996 |
| Supercopa Sudamericana | Vélez Sarsfield | Buenos Aires | 1996 |
| Recopa Sudamericana    | Vélez Sarsfield | Kōbe         | 1997 |